# Currie Cup (rugby à XV)
Pour les articles homonymes, voir Currie Cup.
La Currie Cup, également connue sous l'appellation de Absa Currie Cup, du nom de son sponsor, est la principale compétition sud-africaine de rugby à XV. Elle est disputée par 14 sélections représentant des ligues régionales (« provinces »).

## Historique

### Les origines
La compétition débuta sous la forme d'un modeste tournoi intervilles en 1884 mais quand la fédération sud-africaine de rugby (South African Rugby Board) fut créée à Kimberley en 1889, il fut décidé d'instaurer une compétition nationale disputée par des sélections de toutes les ligues provinciales. Trois des quatre premiers participants étaient issus de la colonie du Cap, qui appartenait alors au Royaume-Uni : la Western Province (fondée en 1883, basée au Cap), le Griqualand West (1886, Kimberley) et l'Eastern Province (1888, Port Elizabeth). Le quatrième larron, le Transvaal, était le seul représentant du nord et portait la fierté de la République du Transvaal, alors indépendante. La ligue fut fondée en 1889, trois ans à peine après la naissance de la ville de Johannesburg. Le premier tournoi, disputé à Kimberley, fut remporté par la Western Province qui reçut en récompense une coupe en argent donné par le South African Rugby Board, désormais exposée au musée du rugby sud-africain au Cap. Jusqu’en 1920, la compétition se disputa ainsi sous forme de tournoi organisé dans une ville et resserré sur une dizaine de jours. Le premier du classement alors était simplement sacré champion.
C’est à la première équipe étrangère à venir en tournée en Afrique du Sud, celle des Lions britanniques en 1891, que l’on doit la Currie Cup. Parmi les sacs, les chaussures et les ballons qu'ils transportaient se trouvait une coupe en or donnée à l'équipe britannique par Sir Donald Currie, propriétaire de la ligne maritime Union-Castle sur laquelle ils avaient voyagé jusqu'à l'extrémité de l'Afrique. Le trophée leur avait été remis avant leur arrivée par Sir Donald Currie lui-même avec la consigne claire de la remettre à l'équipe sud-africaine qui leur aurait fourni la meilleure opposition. Les Britanniques ayant gagné les 19 matches de leur tournée, ils l'offrirent au Griqualand West qui ne s'était incliné que 0-3 contre eux. Le trophée fut ensuite remis aux instances nationales et devint la récompense de la compétition désormais dénommée « Currie Cup ». Si le championnat des provinces remonte donc à 1891, la Currie Cup ne fut disputée officiellement pour la première fois que l’année suivante, le récipiendaire en étant la Western Province. Depuis lors, le trophée demeure le Graal du rugby sud-africain.
Petit à petit, la fondation de nouvelles fédérations provinciales entraîna l’augmentation du nombre d’équipes : le Natal, dont la ligue fut établie en 1890 à Durban, devint le cinquième acteur et l'année suivante vit la naissance de la fédération de Border à East London. L’Orange Free State apparut en mars 1895 et rejoignit la compétition la même année. Également en 1895, la Rhodésie, tout juste colonisée (1890), se dota de sa fédération puis d'une équipe. Chacune des grandes villes d'Afrique du Sud avait alors son équipe.
La compétition souffrit de la seconde guerre des Boers. La Western Province, l'État libre et le Transvaal ne participèrent pas à l’édition de 1899 et il fallut attendre 1904 pour qu’elle soit à nouveau disputée. Cette année-là, les North Eastern Districts (Aliwal North et Cradock, au nord d’East London), fondés en 1903, se mêlèrent à la lutte. En 1910, les South Western Districts (Oudtshoorn et Mossel Bay et George) quittent la Western Province pour créer leur fédération, portant à 10 le nombre d’engagés potentiels (toutes les équipes ne s’engageaient pas forcément à chaque fois). En 1914, le tournoi organisé à Durban fut remporté par la Western Province.

### 1918-1968
La Currie Cup reprit en 1920,puis le format changea en 1922, les adversaires s’affrontant selon une formule de championnat en matches aller et retour. Le rythme des admissions se ralentit : le Transvaal vit se détacher un de ses comités régionaux : le Western Transvaal (Potchefstroom) apparut en 1920, et il fallut attendre près de 20 ans pour que le Boland (Wellington) et le Northern Transvaal (Pretoria) soient intégrés en 1939. Cette année-là, le total était de 13 équipes réparties en deux poules dont les vainqueurs respectifs, le Transvaal et la Western Province, avaient disputé la toute première finale de la Currie Cup. En 1947, l’Eastern Transvaal (Springs) fut formé à partir du Transvaal, et en 1954, c'est le Sud-Ouest africain (fédération basée à Windhoek fondée en 1916 sous le nom de Damaraland Rugby Union), sous mandat de l'Afrique du Sud depuis 1920, qui fut intégré à la compétition. En 1954, on passa de deux à trois groupes. Le meilleur vainqueur se qualifiait directement pour la finale tandis que les deux autres s’affrontaient préalablement en demi-finale. À une reprise, la compétition se déroula sur deux années (1957 et 1959) sous forme de championnat, mais l’absence de finale mécontenta beaucoup de supporters et il n’y eut pas de coupe pendant cinq années. Elle reprit ses droits sous une nouvelle forme : les équipes étaient réparties en cinq poules dont les vainqueurs respectifs disputaient un tour final qui sacrait le vainqueur. C’est dans ces conditions que la Western Province fut sacrée en 1964 et 1966.

### La Currie Cup devient annuelle
Des années 1960 aux années 1980, pas moins de neuf nouvelles ligues régionales apparurent : le North Western Cape (1966, Upington), le Far North (1968, Pietersburg), le Northern Orange Free State (1968, Welkom), l’Eastern Orange Free State (1968, Bethlehem), le South Eastern Transvaal (1969, Witbank), le Stellaland (Vryburg) et le Northern Natal (1973, Newcastle), ces deux dernières devant se contenter de matchs amicaux jusqu’en 1975, le Vaal Triangle (1982) et enfin le Lowveld (1984). Cette multiplication avait été voulue par Danie Craven, alors président de la fédération, afin de limiter le pouvoir excessif selon lui des « test unions », c’est-à-dire des six ligues les plus puissantes où l’équipe nationale, les Springboks, puisait la quasi-totalité des joueurs disputant les test-matchs (Western Province, Transvaal, Northern Transvaal, Natal, Orange Free State, Eastern Province). Une vingtaine d’équipes se retrouvèrent donc en lice. Ce fut aussi l’âge d’or du rugby des provinces, car la Currie Cup constituait la seule compétition de haut niveau d’Afrique du Sud du fait du bannissement politique du pays, et de ses sportifs, de la scène internationale dans les années 70 et 80.
Annulée en 1967 pour préparer la tournée du XV de France l’année suivante, la Currie Cup connut une révolution en 1968 en devenant enfin annuelle. Deux poules de huit désignaient des demi-finalistes. En 1973, les vingt équipes furent placées dans quatre poules de cinq, dont les quatre premiers entraient en demi-finale (en 1974 : deux poules de sept, une poule de six, les quatre meilleurs se qualifiant). Mais cette répartition empêchait certaines des provinces les plus puissantes de s’affronter chaque année et donc d’augmenter leurs revenus aux guichets. Leur lobbying permit d’organiser les compétitions selon le niveau des engagés. En 1975, on créa ainsi deux divisions : les 10 meilleures provinces (12 en 1980) se disputaient la Currie Cup (championnat en 10 journées, les deux premiers disputant la finale), les 10 plus faibles se disputant le Sport Pienaar Trophy, avec des matches de promotion-relégation. En 1979, la Rhodésie, dernière du groupe A, conserva sa place en battant les Griquas 25-12. L’année suivante, il n’y eut pas de barrage car la Rhodésie quitta le giron du rugby sud-africain à l’indépendance du pays sous le nom de Zimbabwe. L’Eastern Province prit sa place. En 1981, on instaura trois groupes, Currie Cup A (les six meilleurs), Currie Cup B (le niveau intermédiaire, six équipes) et Sport Pienaar (les plus faibles). Après une première phase, les deux meilleurs du groupe B affrontaient les équipes du groupe A et avaient donc théoriquement une chance de remporter la Currie Cup (le Natal joua une finale en 1984 dans ces conditions), ce qui n’était pas le cas des équipes du Sport Pienaar. Naturellement, les plus ligues les plus puissantes sortirent vainqueur de cet élitisme. On introduisit aussi des matches de barrage entre les groupes A et B, puis entre le groupe B et le Sport Pienaar.
En 1981, le Natal descendit dans le groupe B (défaite en barrage face à l’Eastern Transvaal), mais malgré une finale de Currie Cup perdue en 1983, il ne réussit pas à remonter dans le groupe A (trois défaites en barrage en 1982, 1984 et 1986). La perte financière qui en résulta incita la fédération sud-africaine changer le système pour sauver les « Banana Boys » et en 1987, le nombre d’équipes du groupe A passa à sept. En 1988, ce fut au tour de l’Orange Free State de passer tout près du couperet. Battue en barrage par le Northern Free State, l’équipe fut repêchée avec le passage du groupe A à huit équipes. Les remous politiques qui devaient mener à l’indépendance incitèrent le Sud-ouest africain, future Namibie, à se retirer en 1989.

### Rationalisation et professionnalisation (1990-2015)
En 1991, l’élite se resserra de nouveau. Le Northern Free State et le Western Transvaal occupant les deux dernières places, il fut décidé de ne conserver que les six premiers, qui s’avéraient être les « test unions », aussi appelées « urban unions » (Transvaal, Northern Transvaal, Orange Free State, Natal, Western Province, Eastern Province) au sein de l’élite, la Bankfin Currie Cup du nom du sponsor de l’époque, pour disputer un championnat fermé (pas de relégation) à l’issue duquel les deux premiers se retrouvaient pour une finale. Le deuxième niveau se composait de neuf « central unions » (deux poules de 4 et 5 équipes dont les vainqueurs se disputaient la Bankfin Cup) et le troisième des sept « rural unions (deux groupes de 4 et 3, les vainqueurs en finale).
L’entrée dans l’ère professionnelle en 1995 se traduisit par une restructuration spectaculaire des structures provinciales qui passèrent de 22 à 14 en 1996. Une première phase de poule débouchait sur une deuxième phase regroupant d’un côté les huit meilleurs qui se disputaient la Currie Cup (avec phases finales à élimination directe), de l’autre les six plus faibles qui jouaient une compétition de consolation. La dernière réorganisation date de 2000 avec l’instauration de deux divisions distinctes, la Currie Cup Premier Division (les 8 meilleurs) et la Currie Cup First Division (les 6 autres). Depuis 2007, des barrages sont organisés entre le dernier ou les deux derniers du premier niveau et les premiers du deuxième niveau. En 2013, la Premier Division passe à six équipes et la First Division à huit équipes.
Même si poser ses mains sur le trophée de Sir Donald Currie demeure encore quelque chose d'exceptionnel, comme peut l'être le fait de toucher le Bouclier de Brennus pour les rugbymen français, le retour de l'Afrique du Sud sur la scène internationale en 1992 porte un coup à la Currie Cup, qui glisse dans la hiérarchie des compétitions derrière le Tri-nations et le Super 10 (devenu Super 15 depuis). Dans le même temps, le resserrement de l’élite a permis une plus grande compétitivité, quatre provinces majeures pouvant espérer remporter le trophée en début de saison, ce qui n’était que rarement le cas par le passé. Après un passage à vide, les Golden Lions (ex-Transvaal) retrouvent une partie de leur lustre passé avec trois finales en six ans, dont deux victoires (2011 et 2015).

### Réforme de 2015
Fin 2015, la fédération sud-africaine choisit de redynamiser la compétition en réformant la formule en profondeur. Ce changement se produit en réaction à la réforme du Super Rugby qui se déroulera en 2016 entre fin février et début août. Il s'agit aussi de permettre aux meilleurs Sud-Africains d'y participer, ce qui n'était plus le cas depuis longtemps, hormis lors des toutes dernières rencontres car ils étaient pris par leurs franchises du Super Rugby. La nouvelle mouture dépare la compétition en deux phases : tout d'abord, une phase de qualification entre avril et juillet avec les quinze équipes, au terme de laquelle sont qualifiées, quel que soit leur classement, les six provinces protégées, dont les meilleurs joueurs disputent alors le Super Rugby (Blue Bulls, Eastern Province Kings, Free State Cheetahs, Golden Lions, Natal Sharks et Western Province), ainsi que les trois meilleures classées des neuf autres équipes. Ensuite, une deuxième phase oppose les neuf équipes en matches simples entre août et octobre, au terme de laquelle les quatre premières sont qualifiées pour les demi-finales (chez les équipes classées première et deuxième). Les meilleurs joueurs, de retour du Super Rugby, peuvent disputer cette deuxième phase. Théoriquement, chaque province a donc la possibilité de remporter le titre. Le nombre de rencontres fait plus que doubler (166 contre 75 en 2015), mais du fait de l'allongement de la compétition, la Vodacom Cup, sorte de compétition de « développement » pour les jeunes joueurs, est supprimée. Enfin, la Namibie est intégrée à la compétition après avoir participé à plusieurs reprises la Vodacom Cup sous le nom de Namibia Weltwitschias (1999-2001-, 2010-11, 2015) et à la Currie Cup (1954-1990) du temps où le Sud-Ouest africain était un mandat sud-africain.
En 2017, le format est de nouveau modifié. Un système de division avec un barrage de promotion/relégation est mis en place. Depuis 2018, l'équipe argentine des Jaguares participe à la compétition, sans possibilité d'être promu dans la division 1.

### Réforme de 2025
La Currie Cup évolue à nouveau à partir de 2025 : elle se joue sur une fenêtre et suivant un format différent, afin de permettre à 14 équipes de la disputer et pour éviter qu'elle chevauche les compétitions européennes — la Champions Cup et la Challenge Cup — auxquelles prennent part depuis deux ans les franchises sud-africaines. La Currie Cup et la First Division se déroulent ainsi de juillet à fin septembre, et font suite à une phase qualificative mobilisant dix équipes provinciales dans la SA Cup. Les quatre meilleures équipes de cette phase rejoignent ainsi dans la Currie Cup les quatre franchises qui participent à l'United Rugby Championship, tandis que les six équipes restantes disputent la First Division.

## Résultats
La Western Province est de loin l’équipe la plus récompensée, mais une grande partie de ses titres remontent à l’avant-guerre (17 sur 32). Après la Seconde Guerre mondiale, le palmarès se diversifie avec le Transvaal et surtout le Northern Transvaal qui s’impose de plus en plus souvent, notamment en 1968, année où le tournoi devient annuel. Dans le sillage du légendaire deuxième ligne Frik du Preez, les Blue Bulls dominèrent leurs voisins du Transvaal 16-3 dans une finale devenue légendaire, inaugurant une période de domination durant laquelle les hommes de Pretoria remportèrent le trophée 11 fois entre 1968 et 1981. La Western Province reprit ensuite la main (six titres plus deux finales). D'énormes fêtes eurent lieu tout autour du Cap quand la Western Province écrasa le Northern Transvaal 24-7 lors de la finale 1982, qui inaugurait leur âge d'or. Les héros de la Currie Cup comme Faffa Knoetze, Calla Scholtz ou le surpuissant ailier Neil Burger réussirent à conserver le trophée quatre années de plus à l'ombre de la Montagne de la Table, avant qu'il ne reparte vers le nord. Cette rivalité rythma les années 1980 (16 places de finalistes sur 20 possibles). Le Northern Transvaal disputa huit finales entre 1980 et 1990, pour cinq titres. Cette période est indissociable du joueur sans doute le plus influent ayant exercé ses talents dans la compétition, le demi d'ouverture Naas Botha. Dictant le jeu avec un incroyable sens tactique, il parvenait à mettre à genoux des équipes avec sa botte, inscrivant par exemple tous les points des Blue Bulls (dont quatre drop goals) en 1987 lors de la victoire en finale 24-18 sur le Transvaal. La mémorable finale de 1989 fut à cet égard symbolique. L’ailier du Cap Carel du Plessis inscrivit un essai à la dernière minute et arrache le match nul pour la Western Province (16-16). Les rivaux repartent dos à dos, chacun gardant le trophée six mois, comme dix ans plus tôt.
Les années 90 virent la montée en puissance du Natal et l'éclosion du Transvaal de Francois Pienaar. En 1990, tout le monde pensait que le Northern Transvaal n'avait qu'à se présenter sur le terrain pour battre le Natal en finale. Les « Banana Boys » firent pourtant trébucher les Blue Bulls, sous la houlette de leur demi d'ouverture, Joel Stransky, très inspiré, et remportèrent ainsi le tout premier titre de leur histoire. Le Transvaal pour sa part disputa quatre finales pour deux titres (1993, 1994), emmené par son capitaine Francois Pienaar. En 2005, le Free State remporta la compétition pour la première fois en 29 ans. Les Bulls ne furent que finalistes mais prouvèrent ensuite leur talent en Super 12. Les deux équipes se retrouvèrent en finale l'année suivante mais ne purent se départager malgré les prolongations (28-28). La Coupe fut donc attribué conjointement aux deux provinces. Une troisième victoire consécutive en 2007 vint s’ajouter au palmarès jusque-là famélique (un titre en 1976) des Orange. Enfin en 2008, le Natal, emmené par son demi d’ouverture Frédéric Michalak, met fin à quatre défaites en finales et remporte le titre pour la première fois depuis 1996 — à l’époque, le demi d’ouverture s’appelait Thierry Lacroix.

### Palmarès de la Currie Cup
| Date      | Vainqueur                           | Score           | Finaliste           | Lieu                              |
| --------- | ----------------------------------- | --------------- | ------------------- | --------------------------------- |
| 1889      | Western Province                    | Championnat     | Championnat         | Championnat                       |
| 1892      | Western Province                    | Championnat     | Championnat         | Championnat                       |
| 1894      | Western Province                    | Championnat     | Championnat         | Championnat                       |
| 1895      | Western Province                    | Championnat     | Championnat         | Championnat                       |
| 1897      | Western Province                    | Championnat     | Championnat         | Championnat                       |
| 1898      | Western Province                    | Championnat     | Championnat         | Championnat                       |
| 1899      | Griqualand West                     | Championnat     | Championnat         | Championnat                       |
| 1904      | Western Province                    | Championnat     | Championnat         | Championnat                       |
| 1906      | Western Province                    | Championnat     | Championnat         | Championnat                       |
| 1908      | Western Province                    | Championnat     | Championnat         | Championnat                       |
| 1911      | Griqualand West                     | Championnat     | Championnat         | Championnat                       |
| 1914      | Western Province                    | Championnat     | Championnat         | Championnat                       |
| 1920      | Western Province                    | Championnat     | Championnat         | Championnat                       |
| 1922      | Transvaal                           | Championnat     | Championnat         | Championnat                       |
| 1925      | Western Province                    | Championnat     | Championnat         | Championnat                       |
| 1927      | Western Province                    | Championnat     | Championnat         | Championnat                       |
| 1929      | Western Province                    | Championnat     | Championnat         | Championnat                       |
| 1932      | Border/Western Province             | Championnat     | Championnat         | Championnat                       |
| 1934      | Border/Western Province             | Championnat     | Championnat         | Championnat                       |
| 1936      | Western Province                    | Championnat     | Championnat         | Championnat                       |
| 1939      | Transvaal                           | 17 – 6          | Western Province    | Newlands Stadium, Le Cap          |
| 1946      | Northern Transvaal                  | 11 – 9          | Western Province    | Loftus Versfeld Stadium, Pretoria |
| 1947      | Western Province                    | 16 – 12         | Transvaal           | Newlands Stadium, Le Cap          |
| 1950      | Transvaal                           | 22 – 11         | Western Province    | Ellis Park, Johannesburg          |
| 1952      | Transvaal                           | 11 – 9          | Boland              | Wellington                        |
| 1954      | Western Province                    | 11 – 8          | Northern Transvaal  | Newlands Stadium, Le Cap          |
| 1956      | Northern Transvaal                  | 9 – 8           | Natal               | Kings Park Stadium, Durban        |
| 1957/59   | Western Province                    | Championnat     | Championnat         | Championnat                       |
| 1964      | Western Province                    | Championnat     | Championnat         | Championnat                       |
| 1966      | Western Province                    | Championnat     | Championnat         | Championnat                       |
| 1968      | Northern Transvaal                  | 16 – 3          | Transvaal           | Loftus Versfeld Stadium, Pretoria |
| 1969      | Northern Transvaal                  | 28 – 13         | Western Province    | Loftus Versfeld Stadium, Pretoria |
| 1970      | Griqualand West                     | 11 – 9          | Northern Transvaal  | De Beers, Kimberley               |
| 1971      | Transvaal Northern Transvaal        | 14 – 14         |                     | Ellis Park, Johannesburg          |
| 1972      | Transvaal                           | 25 – 19         | Falcons             | Pam Brink Stadium, Springs        |
| 1973      | Northern Transvaal                  | 30 – 22         | Orange Free State   | Loftus Versfeld Stadium, Pretoria |
| 1974      | Northern Transvaal                  | 17 – 15         | Transvaal           | Loftus Versfeld Stadium, Pretoria |
| 1975      | Northern Transvaal                  | 12 – 6          | Orange Free State   | Free State Stadium, Bloemfontein  |
| 1976      | Orange Free State                   | 33 – 16         | Western Province    | Free State Stadium, Bloemfontein  |
| 1977      | Northern Transvaal                  | 27 – 12         | Orange Free State   | Loftus Versfeld Stadium, Pretoria |
| 1978      | Northern Transvaal                  | 13 – 9          | Orange Free State   | Free State Stadium, Bloemfontein  |
| 1979      | Western Province Northern Transvaal | 15 – 15         |                     | Newlands Stadium, Le Cap          |
| 1980      | Northern Transvaal                  | 39 – 9          | Western Province    | Loftus Versfeld Stadium, Pretoria |
| 1981      | Northern Transvaal                  | 23 – 6          | Orange Free State   | Loftus Versfeld Stadium, Pretoria |
| 1982      | Western Province                    | 24 – 7          | Northern Transvaal  | Newlands Stadium, Le Cap          |
| 1983      | Western Province                    | 9 – 3           | Northern Transvaal  | Loftus Versfeld Stadium, Pretoria |
| 1984      | Western Province                    | 19 – 9          | Natal               | Newlands Stadium, Le Cap          |
| 1985      | Western Province                    | 22 – 15         | Northern Transvaal  | Newlands Stadium, Le Cap          |
| 1986      | Western Province                    | 22 – 9          | Transvaal           | Newlands Stadium, Le Cap          |
| 1987      | Northern Transvaal                  | 24 – 18         | Transvaal           | Ellis Park, Johannesburg          |
| 1988      | Northern Transvaal                  | 19 – 18         | Western Province    | Loftus Versfeld Stadium, Pretoria |
| 1989      | Northern Transvaal Western Province | 16 – 16         |                     | Newlands Stadium, Le Cap          |
| 1990      | Natal Sharks                        | 18 – 12         | Northern Transvaal  | Loftus Versfeld Stadium, Pretoria |
| 1991      | Blue Bulls                          | 27 – 15         | Transvaal           | Loftus Versfeld Stadium, Pretoria |
| 1992      | Natal                               | 14 – 13         | Transvaal           | Ellis Park, Johannesburg          |
| 1993      | Transvaal                           | 21 – 15         | Natal               | Kings Park Stadium, Durban        |
| 1994      | Transvaal                           | 56 – 35         | Orange Free State   | Springbok Park, Bloemfontein      |
| 1995      | Natal                               | 25 – 17         | Western Province    | Kings Park Stadium, Durban        |
| 1996      | Sharks                              | 33 – 15         | Golden Lions        | Ellis Park, Johannesburg          |
| 1997      | Western Province                    | 14 – 12         | Free State Cheetahs | Newlands Stadium, Le Cap          |
| 1998      | Blue Bulls                          | 24 – 20         | Western Province    | Loftus Versfeld Stadium, Pretoria |
| 1999      | Golden Lions                        | 32 – 9          | Sharks              | Kings Park Stadium, Durban        |
| 2000      | Western Province                    | 25 – 15         | Sharks              | Kings Park Stadium, Durban        |
| 2001      | Western Province                    | 29 – 24         | Sharks              | Newlands Stadium, Le Cap          |
| 2002      | Blue Bulls                          | 31 – 7          | Golden Lions        | Ellis Park, Johannesburg          |
| 2003      | Blue Bulls                          | 40 – 19         | Natal Sharks        | Loftus Versfeld Stadium, Pretoria |
| 2004      | Blue Bulls                          | 42 – 33         | Free State Cheetahs | Loftus Versfeld Stadium, Pretoria |
| 2005      | Free State Cheetahs                 | 29 – 25         | Blue Bulls          | Loftus Versfeld Stadium, Pretoria |
| 2006      | Free State Cheetahs Blue Bulls      | 28 – 28 (a. p.) |                     | Free State Stadium, Bloemfontein  |
| 2007      | Free State Cheetahs                 | 20 – 18         | Lions               | Free State Stadium, Bloemfontein  |
| 2008      | Sharks                              | 14 – 9          | Blue Bulls          | Kings Park Stadium, Durban        |
| 2009      | Blue Bulls                          | 36 – 24         | Free State Cheetahs | Loftus Versfeld Stadium, Pretoria |
| 2010      | Sharks                              | 30 – 10         | Western Province    | Kings Park Stadium, Durban        |
| 2011      | Golden Lions                        | 42 – 16         | Sharks              | Ellis Park Stadium, Johannesburg  |
| 2012      | Western Province                    | 25 – 18         | Sharks              | Kings Park Stadium, Durban        |
| 2013      | Sharks                              | 33 – 19         | Western Province    | Newlands Stadium, Le Cap          |
| 2014      | Western Province                    | 19 – 16         | Golden Lions        | Newlands Stadium, Le Cap          |
| 2015      | Golden Lions                        | 32 – 24         | Western Province    | Ellis Park Stadium, Johannesburg  |
| 2016      | Free State Cheetahs                 | 36 – 16         | Blue Bulls          | Toyota Park, Bloemfontein         |
| 2017      | Western Province                    | 33 – 21         | Sharks              | Kings Park Stadium, Durban        |
| 2018      | Sharks                              | 17 – 12         | Western Province    | Newlands Stadium, Le Cap          |
| 2019      | Free State Cheetahs                 | 31 – 28         | Golden Lions        | Mbombela Stadium, Nelspruit       |
| 2020-2021 | Blue Bulls                          | 26 – 19         | Natal Sharks        | Loftus Versfeld Stadium, Pretoria |
| 2021      | Blue Bulls                          | 44 – 10         | Natal Sharks        | Loftus Versfeld Stadium, Pretoria |
| 2022      | Pumas                               | 26 – 19         | Griquas             | Griqua Park, Kimberley            |
| 2023      | Free State Cheetahs                 | 25 – 17         | Pumas               | Free State Stadium, Bloemfontein  |
| 2024      | Natal Sharks                        | 16 - 14         | Golden Lions        | Ellis Park Stadium, Johannesburg  |

### Palmarès de la Currie Cup First Division
| Date | Vainqueur        | Score   | Finaliste                  | Lieu                                      | 1er de la phase régulière |
| ---- | ---------------- | ------- | -------------------------- | ----------------------------------------- | ------------------------- |
| 2000 | Blue Bulls       | 41 – 20 | Mighty Elephants           |                                           |                           |
| 2001 | Boland Cavaliers | 41 – 27 | Leopards                   |                                           |                           |
| 2002 | SWD Eagles       | 29 – 20 | Border Bulldogs            |                                           |                           |
| 2003 | Boland Cavaliers | 27 – 25 | Leopards                   |                                           |                           |
| 2004 | Boland Cavaliers | 23 – 22 | Border Bulldogs            |                                           |                           |
| 2005 | Pumas            | 25 – 16 | Falcons                    |                                           |                           |
| 2006 | Boland Cavaliers | 37 – 13 | Leopards                   |                                           |                           |
| 2007 | SWD Eagles       | 38 – 3  | Mighty Elephants           |                                           |                           |
| 2008 | Griffons         | 31 – 26 | Leopards                   | Olën Stadium, Potchefstroom               | Leopards                  |
| 2009 | Pumas            | 47 – 19 | SWD Eagles                 | Puma Stadium, Witbank                     | Pumas                     |
| 2010 | EP Kings         | 16 – 12 | SWD Eagles                 | Outeniqua Park, George                    | SWD Eagles                |
| 2011 | Boland Cavaliers | 43 – 12 | EP Kings                   | Boland Stadium, Wellington                | Boland Cavaliers          |
| 2012 | EP Kings         | 26 – 25 | Pumas                      | Nelson Mandela Bay Stadium                | EP Kings                  |
| 2013 | Pumas            | 53 – 30 | EP Kings                   | Stade Mbombela, Nelspruit                 | Pumas                     |
| 2014 | Griffons         | 23 – 21 | Falcons                    | North West Stadium, Welkom                | Griffons                  |
| 2015 | Leopards         | 44 – 20 | SWD Eagles                 | Profert Olën Park, Potchefstroom          | Leopards                  |
| 2016 | Griffons         | 44 – 25 | Leopards                   | Profert Olën Park, Potchefstroom          | Leopards                  |
| 2017 | Griffons         | 60 – 36 | Leopards                   | North West Stadium, Welkom                | Griffons                  |
| 2018 | SWD Eagles       | 36 – 27 | Falcons                    | Outeniqua Park, George                    | SWD Eagles                |
| 2019 | Jaguares         | 27 – 13 | Griffons                   | Fanie du Toit Sport Ground, Potchefstroom | Jaguares                  |
| 2020 | Non attribué     |         |                            |                                           |                           |
| 2021 | Leopards         | 19 – 18 | Griffons                   | Olën Park, Potchefstroom                  | Leopards                  |
| 2022 | Griffons         | 45 – 16 | Eastern Province Elephants | North West Stadium, Welkom                | Griffons                  |
| 2023 | Boland Cavaliers | 43 – 21 | Falcons                    | Boland Stadium, Wellington                | Boland Cavaliers          |
| 2024 | Boland Cavaliers | 27 - 27 | Eastern Province Elephants | Boland Stadium, Wellington                | Boland Cavaliers          |

### Bilan

#### Currie Cup
- Western Province : 34 victoires (dont 4 partagées)
- Blue Bulls (Northern Transvaal) : 25 victoires (dont 4 partagées)
- Golden Lions (Transvaal) : 11 (dont 1 partagée)
- Natal Sharks : 9
- Free State Cheetahs (Orange Free State) : 7 (dont 1 partagée)
- Griqualand West Griquas : 3
- Border Bulldogs : 2 (2 partagées)
- Pumas : 1

#### Currie Cup First Division
- Boland Cavaliers : 7
- Griffons (Northern Orange Free State) : 5
- Pumas (South Eastern Transvaal) : 3
- Eagles (South Western Districts) : 3
- Eastern Province Kings : 2
- Leopards (Western Transvaal) : 2
- Blue Bulls (Northern Transvaal) : 1
- Jaguares : 1

## Équipes participantes

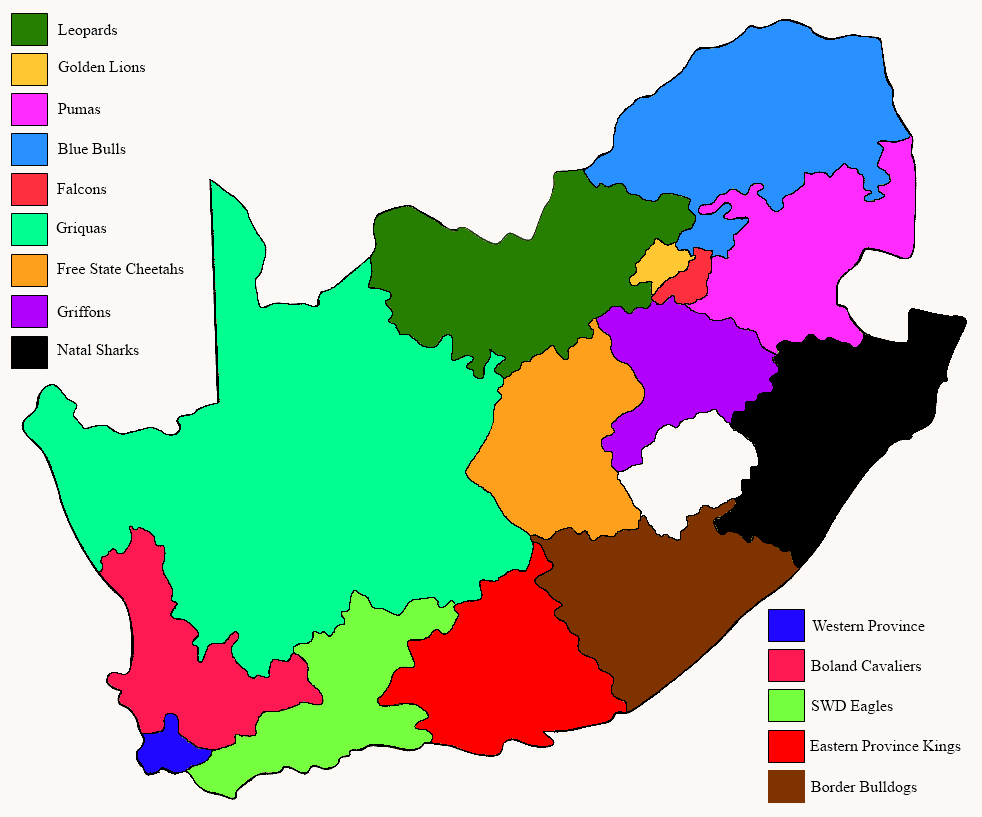
Aires de recrutement des équipes de rugby de la Currie Cup (Afrique du Sud)

Il y a eu jusqu'à 22 provinces dans les années 1970. À la suite de regroupements, le rugby sud-africain est désormais divisé en 14 ligues régionales. Chacune d'entre elles est représentée par une équipe évoluant en Currie Cup (voir carte ci-contre). La Namibie engage également une équipe dans la Currie Cup 2016.
Les équipes dépendent également de provinces alignant les franchises dans le Super Rugby et le Pro14 le reste de l'année.
Quatre d'entre elles recouvrent une des provinces administratives du pays :
- Griqualand West Griquas (province du Cap-du-Nord), matchs à domicile à Kimberley;
- Leopards (Province du Nord-Ouest), matchs à domicile à Potchefstroom;
- Natal Sharks (province du KwaZulu-Natal), matchs à domicile à Durban;
- Pumas (province du Mpumalanga), matchs à domicile à Witbank.

La province du Cap-Oriental comporte deux ligues :
- Border Bulldogs (est), matchs à domicile à East London;
- Eastern Province Kings (ouest), matchs à domicile à Port Elizabeth.

Tout comme celle de la province de l'État-Libre :
- Free State Cheetahs (est, ouest, sud), matchs à domicile à Bloemfontein;
- Griffons (nord), matchs à domicile à Welkom.

La province du Cap-Occidental comporte trois ligues :
- Boland Cavaliers (nord), matchs à domicile à Wellington;
- Eagles (est), matchs à domicile à George;
- Western Province (aire métropolitaine du Cap), matches à domicile au Cap.

La province du Gauteng comporte deux ligues qui à elles deux recouvrent des portions de la province :
- Falcons (East Rand, sud et est de Johannesburg), matchs à domicile à Brakpan;
- Golden Lions (Johannesburg et sa banlieue ouest), matchs à domicile à Johannesburg.

Une ligue englobe une partie du Gauteng plus une province entière :
- Blue Bulls, ex Northern Transvaal (Pretoria, les deux municipalités du Gauteng et est de la province du Limpopo), matchs à domicile à Pretoria.

La fédération namibienne engage une équipe : 
- Namibia XV (Windhoek)

## Format de la compétition
Le format de la Currie Cup a souvent évolué au fil des années et est régulièrement rediscuté. Les grandes provinces (surnommées les Big Five : Western Province, Northern Blue Bulls, Free State Cheetahs, Golden Lions, Natal Sharks) souhaitent une élite restreinte à cinq ou six équipes et fermée, les provinces moins puissantes préfèreraient un championnat à 14 qui leur permettrait d'affronter les meilleurs. Un compromis a donc été trouvé : 6 provinces participent à la Premier Division et les 8 autres à la First Division. Jusqu'à présent, il n'y avait pas de passage direct entre les deux niveaux. Cela change à compter de la saison 2007. Les Boland Cavaliers, premiers de la First Division en 2006, remportèrent un barrage aller-retour contre les Pumas, derniers de la Premier Division, et gagnèrent le droit de jouer en Premier Division en 2008.

### Phase championnat
Dans chaque division les équipes se rencontrent en aller-retour sous forme de championnat. Les quatre premières du classement final jouent les demi-finales sur le terrain des équipes les mieux classées.

### Finale
La finale se joue sur le terrain de l'équipe la mieux classée à l'issue de la phase de championnat. A quatre reprises, les finalistes de l'élite se sont quittés sur un match nul, la dernière fois en 2006. Toutefois, ce cas de figure ne se reproduira plus après la décision de la fédération sud-africaine (South African Rugby Union) d'instaurer une prolongation de vingt minutes en cas de nul à la fin du temps réglementaire. Si l'égalité devait persister, l'équipe ayant marqué le plus d'essais au cours de la finale l'emportera. Enfin, si les deux équipes ont marqué autant d'essais l'une que l'autre, c'est celle qui aura terminé la phase préliminaire en tête qui sera déclarée vainqueur.

### Promotion-relégation
Pour la première fois en 2008, une phase de promotion-relégation est organisée. Elle met aux prises les deux derniers de la Premier Division et les deux premiers de la First Division. Les deux vainqueurs des deux affrontements en matchs aller-retour jouent en Premier Division l'année suivante. En 2012 et le passage à 6 équipes en Premier Division, il n'y a plus qu'un seul affrontement en barrage entre le dernier de la Premier Division et le premier de la First Division. La liste des équipes promues est la suivante :
- 2008 : Leopards (bat les Falcons)
- 2009 : Pumas (bat les Boland Cavaliers)
- 2010 : aucune
- 2011 : aucune en raison du passage à six équipes en Premier Division
- 2012 : aucune
- 2013 : Pumas (bat les Griqualand West Griquas)

## Records et statistiques

### Plus grand nombre de matchs dans une carrière
| Plus grand nombre de matchs dans une carrière |                             |           |                |
| Nom                                           | équipe(s)                   | Période   | Nbre de matchs |
| Jacques Botes                                 | Pumas/Natal Sharks          | 2002-2014 | 156            |
| Helgard Muller                                | Free State Cheetahs         | 1983-1998 | 142            |
| Rudi Visagie                                  | Free State/Natal/Mpumalanga | 1980-1996 | 141            |
| Chris Badenhorst                              | Free State Cheetahs         | 1987-1999 | 136            |
| Burger Geldenhuys                             | Blue Bulls                  | 1977-1989 | 128            |
| André Joubert                                 | Free State/Natal            | 1986-1999 | 126            |

### Plus grand nombre de points dans une carrière
1. 1 699 Naas Botha (Northern Transvaal)                1977-1992
2. 1 412 Willem de Waal (Leopards/Free State/WP)        2002-2010
3. 1 402 Eric Herbert (Northern Free State/Free State)  1986-2001
4. 1 210 De Wet Ras (Free State/Natal)                  1974-1986
5. 1 165 Andre Joubert (Free State/Natal)               1986-1999

### Plus grand nombre d’essais dans une carrière
1. 74 John Daniels (Golden Lions/Cavaliers)
2. 66 Breyton Paulse (Western Province)
3. 65 Chris Badenhorst (Free State)
4. 58 Andre Joubert (Free State/Natal)
5. 51 Gerrie Germishuys (Free State/Transvaal)
6. 51 Carel Du Plessis (Western Province/Transvaal), Niel Burger (Western Province), 51 Jan-Harm van Wyk (Free State/Pumas)

### Plus grand nombre de points dans une saison
1. 268 Johan Heunis (Northern Transvaal)  1989
2. 263 Gavin Lawless (Golden Lions)       1996
3. 252 Casper Steyn (Blue Bulls)          1999
4. 230 Kennedy Tsimba (Cheetahs)          2003
5. 228 Kennedy Tsimba (Cheetahs)          2002

### Plus grand nombre d’essais dans une saison
1. 21 Bjorn Basson (Griquas) 2010
2. 19 Carel du Plessis (Western Province) 1989
3. 19 Colin Lloyd (Leopards)              2006
4. 18 Ettienne Botha (Blue Bulls)          2004
5. 16 Jan-Harm Van Wyk (Free State)       1997
6. 15 Philip Burger (Cheetahs)           2006

### Autres statistiques
Trois Français ont remporté l'épreuve : Thierry Lacroix avec les Natal Sharks (en 1995 et 1996), Olivier Roumat (en 1996 avec les Sharks) et Frédéric Michalak (en 2008 avec les Sharks).